# (318676) Bellelay
(318676) Bellelay est un astéroïde de la ceinture principale.

## Description
(318676) Bellelay est un astéroïde de la ceinture principale. Il fut découvert le 10 août 2005 à Vicques par Michel Ory. Il présente une orbite caractérisée par un demi-grand axe de 2,72 UA, une excentricité de 0,21 et une inclinaison de 17,6° par rapport à l'écliptique.

## Compléments